# Oriol Junqueras i Vies
Oriol Junqueras i Vies   (Sant Andreu de Palomar, 11 d'abril de 1969), és un historiador i polític català, president d'Esquerra Republicana de Catalunya des de desembre de 2024. Anteriorment també ho havia sigut entre 2011 i juny de 2024
Fou batlle de Sant Vicenç dels Horts (2011-2015), diputat al Parlament de Catalunya (2012-2019), cap de l'oposició al Parlament de Catalunya (2013-2016). El 2016 fou nomenat vicepresident del Govern de Catalunya i titular del Departament d'Economia i Hisenda. Segons el Govern d'Espanya, el seu càrrec va quedar suspès el 27 d'octubre de 2017 en aplicació de l'article 155 de la Constitució Espanyola.
El 2 de novembre de 2017 va ser empresonat de manera preventiva a la presó d'Estremera acusat de sedició i rebel·lió. El gener de 2018 el Tribunal Suprem de l'estat espanyol va confirmar la seva presó preventiva per unanimitat considerant que hi ha «risc rellevant» de reiteració delictiva perquè «no té la intenció d'abandonar» la via seguida fins ara. El 4 de juliol de 2018 va ser traslladat al Centre Penitenciari Lledoners, on va romandre fins l'1 de febrer de 2019, quan va ser traslladat a la presó de Soto del Real a l'espera de judici, que va acabar en sentència condemnatòria, de 13 anys de presó i 13 d'inhabilitació absoluta, pels delictes de sedició i malversació. Fou investit diputat al Congrés dels Diputats d'Espanya (2019), i entre 2019 i 2020 fou reconegut com a diputat al Parlament Europeu, fins a la suspensió del càrrec per la Junta Electoral Central. Va ser indultat pel Consell de Ministres el 22 de juny de 2021, juntament amb la resta d'empresonats en el judici al procés independentista català.

## Biografia

### Primers anys
Va néixer al carrer de Servet del barri de Sant Andreu del Palomar, a Barcelona, on va viure fins quan tenia dos anys, quan la família es va traslladar a Sant Vicenç dels Horts. Allà la seva família es va instal·lar a prop d'un camp de barracons on s'allotjaven algunes de les víctimes dels aiguats del Vallès del 1962. Allà hi havia un grup de monges italianes que dirigien una llar d'infants i van convèncer els pares de Junqueras perquè realitzés la seva educació obligatòria al Liceu Italià de Barcelona. El seu pare era catedràtic d'institut i la seva mare, infermera. També passava temporades a Castellbell i el Vilar.

### Trajectòria docent
Va començar a estudiar ciències econòmiques a la Universitat de Barcelona. Allà es va afiliar a la Federació Nacional d'Estudiants de Catalunya, on esdevindria el secretari nacional de Finances. Més endavant es va canviar d'universitat, llicenciant-se en història moderna i Contemporània (1996) i doctorant-se en Història del Pensament Econòmic per la Universitat Autònoma de Barcelona. La seva tesi doctoral portà per títol Economia i pensament econòmic a la Catalunya de l'alta edat moderna i analitza el naixement del pensament econòmic modern en el Mediterrani occidental, tot establint els paral·lelismes oportuns amb el pensament anglès i castellà de les primeres dècades del segle xvii.
Ha estat professor agregat al departament d'història moderna i contemporània de la UAB. Durant un temps va fer recerca als Arxius Secrets del Vaticà. Allà va tenir un permesso pomeridiano.
Durant la seva carrera ha col·laborat en diferents mitjans de comunicació, com ara en els programes En guàrdia i El nas de Cleòpatra de Catalunya Ràdio, en els programes Minoria absoluta i Tu diràs de RAC 1 i en el programa El favorit de Televisió de Catalunya. Ha treballat com a guionista i assessor en sèries documentals de televisió, com Els maquis, La guerra silenciada o Conviure amb el risc, entre d'altres.
Ha sigut promotor de la plataforma Sobirania i Progrés. Des del 16 d'abril de 2008, just un any després que s'estrenés a la xarxa el diari digital Directe, va agafar el relleu de Joan Camp en la direcció d'aquest mitjà electrònic d'informació i actualitat.

### Incorporació a ERC

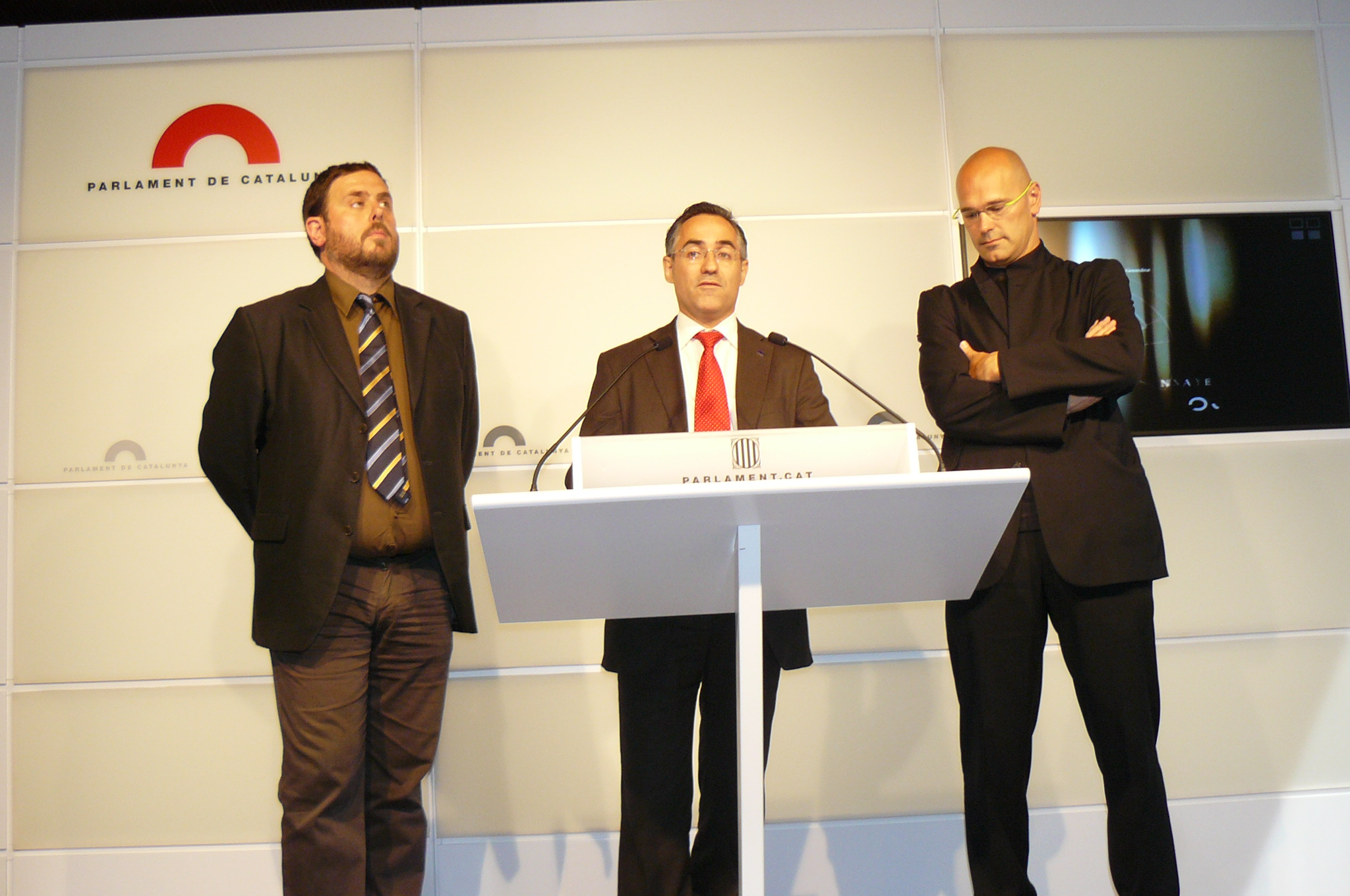
Etapa com a eurodiputat

El 26 de gener de 2009 l'executiva d'Esquerra Republicana de Catalunya ratificà la seva candidatura com a cap de llista del partit per a les eleccions europees de 2009, previstes pel 7 de juny. Tot i ser regidor d'ERC a l'Ajuntament de Sant Vicenç dels Horts (Baix Llobregat) s'integrà a les llistes com a independent. Finalment va aconseguir l'acta de diputat al Parlament Europeu i s'integrà al grup parlamentari Els Verds-Aliança Lliure Europea. Durant la seva etapa com a eurodiputat va formar un «trident català» amb Ramon Tremosa (independent per CDC) i Raül Romeva (ICV).
L'11 de juny de 2011 es va convertir en batlle de Sant Vicenç dels Horts, després de rebre els vots de la candidatura que liderava, Junts per Sant Vicenç (Vicentins pel Canvi + ERC), ICV-EUiA i CiU, deixant el PSC, la llista més votada a les eleccions municipals, a l'oposició.
Des del 17 de setembre del mateix any és el president d'Esquerra Republicana, substituint a Joan Puigcercós, després d'uns mals resultats en les eleccions al Parlament de Catalunya de 2010, on el partit va obtenir 10 diputats.
El 9 d'octubre de 2012 Junqueras va defensar que el castellà també seria llengua oficial en una eventual República Catalana. Aquestes declaracions van crear certa polèmica al respecte, amb articles crítics de personalitats com Gabriel Bibiloni o Vicent Partal.
Va ser cap de llista d'ERC-Catalunya Sí a les eleccions al Parlament de Catalunya de 2012, on va aconseguir ser la tercera força més votada amb el 13,68% dels vots. Va renovar el seu escó a les eleccions al Parlament de Catalunya de 2015, aquesta vegada formant part de la candidatura de Junts pel Sí.
Arran de les Eleccions Municipals de 2015, Junqueras va aconseguir 3 regidors més respecte les eleccions, esdevenint així ERC primera força a unes municipals al municipi de Sant Vicenç dels Horts. Va ser escollit alcalde amb el suport dels dos regidors de Sant Vicenç Sí Puede. El 23 de desembre de 2015 va deixar l'alcaldia de Sant Vicenç dels Horts per centrar-se exclusivament en el procés d'autodeterminació, segons va informar als mitjans; i va deixar l'alcaldia de Sant Vicenç dels Horts a la seva número dos, Maite Aymerich.

### Vicepresidència del govern

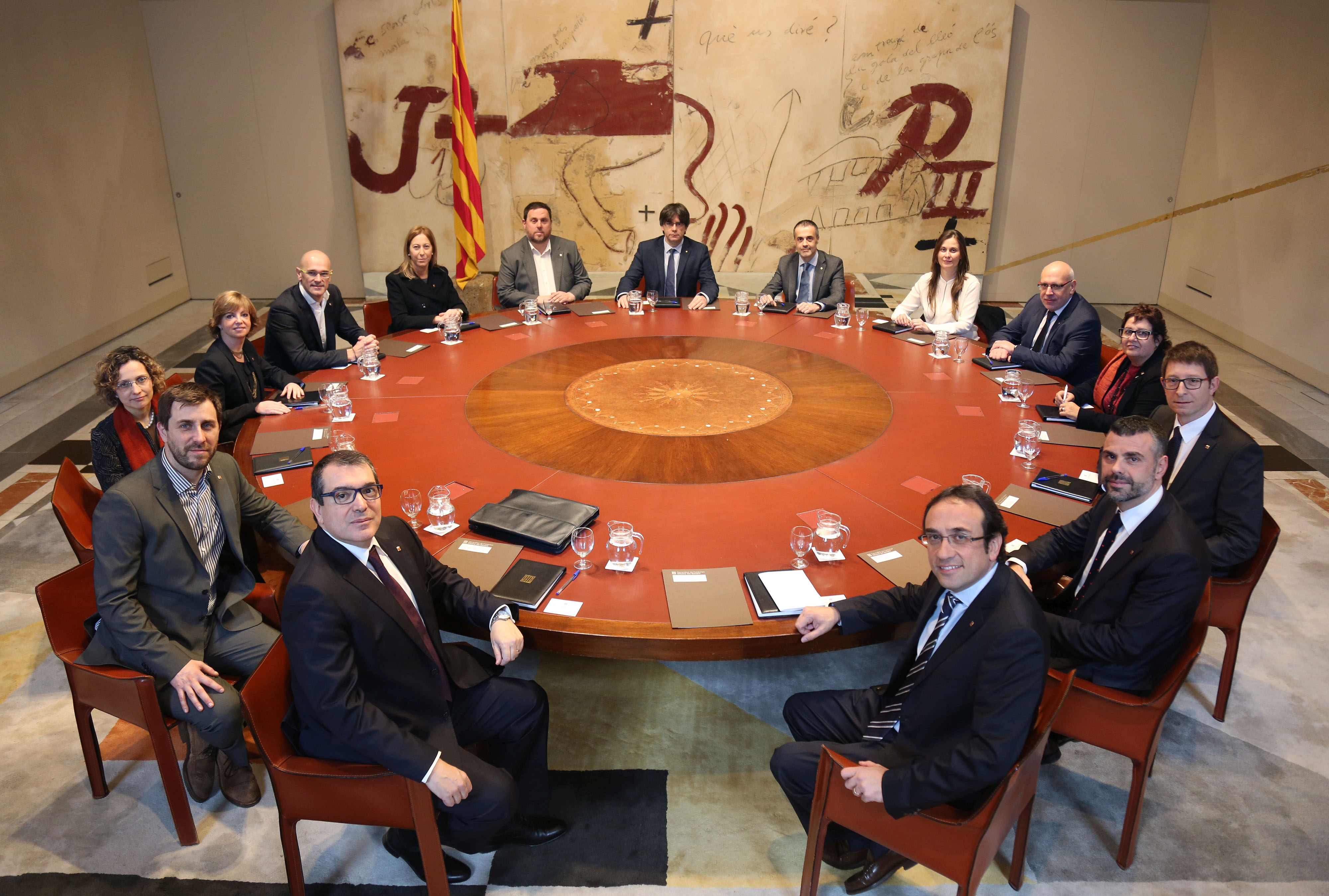
Primera reunió de Govern Puigdemont

El 13 de gener de 2016 va ser nomenat vicepresident del Govern i titular del Departament d'Economia i Hisenda de la Generalitat de Catalunya pel president de la Generalitat, Carles Puigdemont. El 14 de gener va prendre possessió dels càrrecs.
El 27 d'octubre de 2017 després que el Parlament de Catalunya proclamés la República Catalana, el Senat espanyol va aprovar les mesures proposades pel govern a l'empara de l'article 155 de la Constitució espanyola, entre elles la destitució del President de la Generalitat de Catalunya i tot el seu govern, inclòs Oriol Junqueras (vicepresident). Immediatament després va ser publicat en el Boletín Oficial del Estado.

### Presó
El 2 de novembre de 2017 vuit membres del Govern català, entre ells el mateix Oriol Junqueras, Jordi Turull, Josep Rull, Meritxell Borràs, Carles Mundó, Raül Romeva, Dolors Bassa, Joaquim Forn i l'exconseller Santi Vila, declararen davant la jutgessa de l'AN Carmen Lamela. El tinent fiscal de l'Audiència Nacional, Miguel Ángel Carballo, va sol·licitar presó incondicional per a tots els membres del Govern català, inclòs Oriol Junqueras.

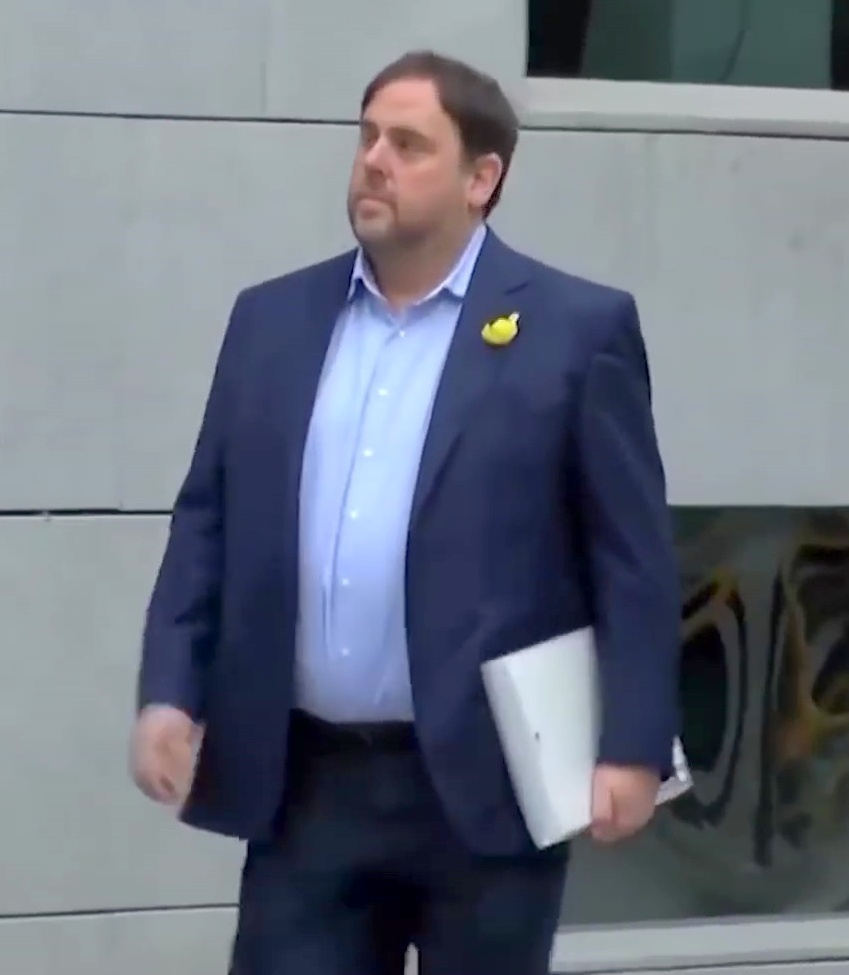
Oriol Junqueras es dirigeix a prestar declaració a l'Audiència Nacional a Madrid.

A les eleccions al Parlament de Catalunya de 2017 imposades pel govern central, Junqueras encapçalà amb Marta Rovira la candidatura d'Esquerra Republicana de Catalunya - Catalunya Sí a la circumscripció de Barcelona. La seva candidatura va obtenir 32 diputats.
Tot i que, en una vista posterior, la majoria de consellers varen sortir de la presó després de pagar una fiança, el Tribunal Suprem avalà setmanes més tard la presó incondicional per Junqueras i Joaquim Forn, per risc de reiteració delictiva. El seu advocat defensor és Andreu Van den Eynde.
El 4 de juliol de 2018 va ser traslladat al Centre Penitenciari Lledoners. Des d'aquell moment es van realitzar diverses concentracions de suport a les portes del centre.

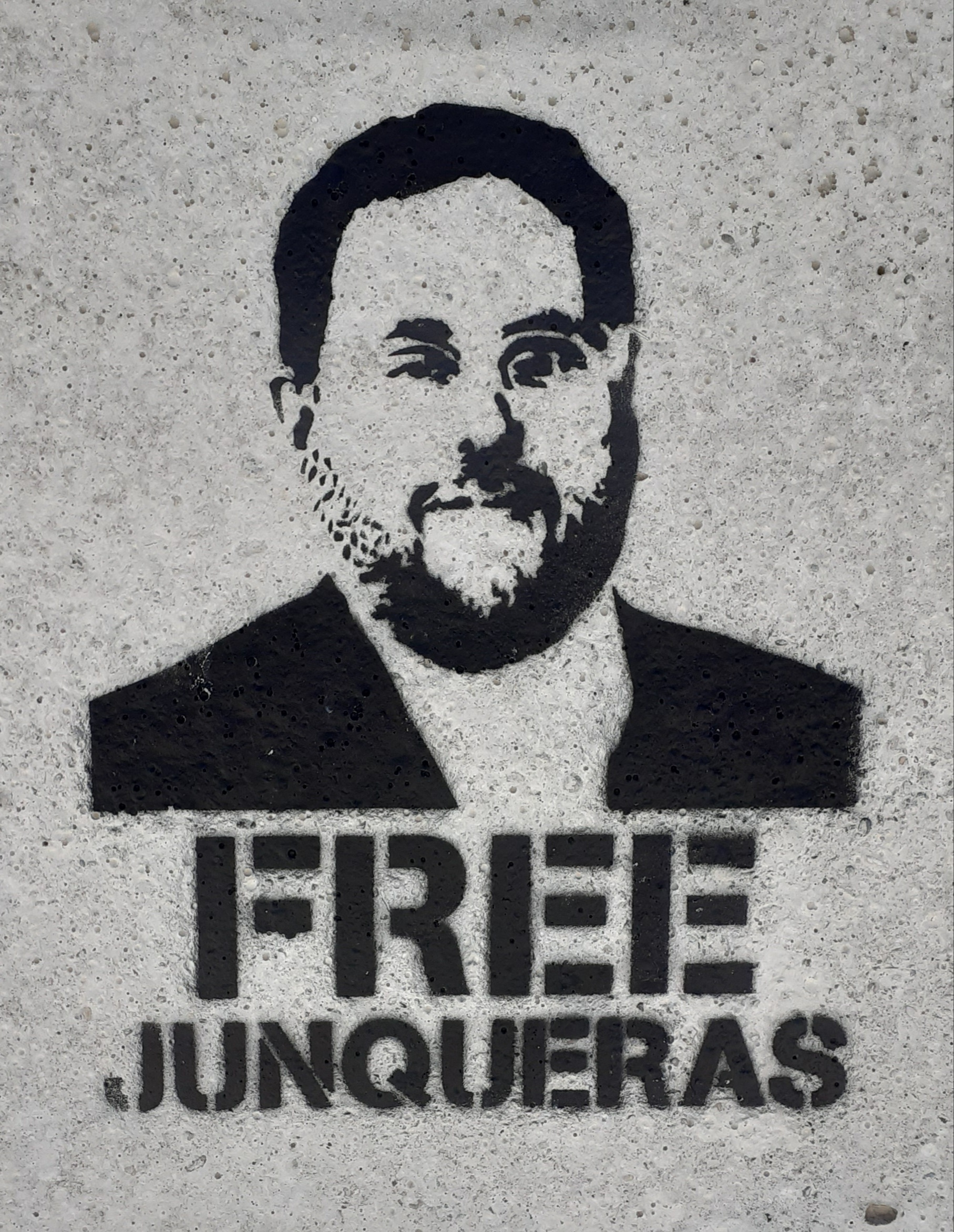
Estergit reclamant la llibertat d'Oriol Junqueras a Cervera

Fou processat per rebel·lió, sedició i malversació de fons. El 19 d'octubre va rebre la visita a la presó de Pablo Iglesias, secretari general de Podem, i Junqueras li va advertir que no acceptaria negociar els pressupostos generals de l'Estat si el president del govern Pedro Sánchez no feia un gest «de categoria» dels líders independentistes empresonats.
L'1 de febrer de 2019 fou traslladat a la presó madrilenya de Soto del Real en un autocar de la Guàrdia Civil, per fer front al Judici que va començar el 12 de febrer, i que va acabar el 14 d'octubre de 2019 amb una sentència que imposava dures penes a la majoria de processats, i en concret, a Junqueras, de 13 anys de presó i d'inhabilitació per sedició i malversació.
El 19 de desembre del 2019, el Tribunal de Justícia de la Unió Europea reconeix que Junqueras tenia immunitat després de les eleccions al Parlament Europeu del 2019, atès que havia estat elegit i proclamat eurodiputat. El 6 de gener de 2020 el Parlament Europeu va emetre una nota interna en la qual se li reconeixia la condició d'eurodiputat amb efectes retroactius des del 2 de juliol de 2019, data de constitució del nou parlament. El 7 de gener de 2020 es fer públic que havia estat escollit president del grup de l'Aliança Lliure Europea al Parlament Europeu i vicepresident primer del grup Els Verds/Aliança Lliure Europea.

### Indult
El 23 de juny de 2021, juntament amb la resta d'empresonats en el judici al procés independentista català fou indultat de la pena de presó pel govern de Pedro Sánchez, que mantingué la inhabilitació establerta en la sentència, condicionat a no cometre cap delicte greu en els següents 6 anys, i immediatament fou posat en llibertat, juntament amb Oriol Junqueras, Jordi Sànchez, Jordi Turull, Josep Rull, Raül Romeva i Joaquim Forn, que també complien condemna al Centre Penitenciari Lledoners, Carme Forcadell, que complia condemna al Centre Penitenciari de Dones de Barcelona i Dolors Bassa que complia condemna al Centre Penitenciari Puig de les Basses.
El 6 i 7 de juliol va fer un viatge a Estrasburg i Brussel·les, que va acabar a la Casa de la República, on es va reunir amb Carles Puigdemont. Segons el partit, la intenció era "denunciar la situació de repressió al cor d’Europa", encara que també va admetre que retrobament de Puigdemont i Junqueras tindria "un component personal i emotiu molt gran".

### Atacs de falsa bandera
En 2024 es va destapar l'existència d'una estructura interna al partit durant la seva presidència dedicada a fer atacs de falsa bandera finançada amb factures falses a través de l'empresa de comunicació Relevance, i que va enviar uns en octubre de 2022 un grup de mariachis a la seu de Junts quan es debatia sortir del govern, poc abans de les eleccions municipals de 2023 hauria fet una enganxada de cartells en els que es mostraven Xavier Trias i Jaume Collboni fent-se un petó, i un altre contra els germans Maragall per la malaltia d'Alzheimer de Pasqual Maragall, van llençar bitllets falsos amb missatges difamatoris contra Laura Borràs durant un judici, a més d'accions a les xarxes socials, per la que va dimitir Sergi Sabrià, responsable de les campanyes electorals de Esquerra i viceconseller de Comunicació i Estratègia del Govern en funcions.

### Dimissió i nova Presidència del Partit
Arran dels mals resultats a les eleccions al Parlament de Catalunya de 2024, que van provocar que el fins llavors president Pere Aragonès i Garcia deixés la política, Junqueras deixà la presidència del partit el 16 de maig. El partit va iniciar un procés per decidir qui seria el nou president, que finalment guanyà de nou Oriol Junqueras el 14 de desembre del mateix any, després d'enfrontar-se a Xavier Godàs en segona ronda.

### Vida personal
Es va casar el 2013 amb Neus Bramona, amb qui ha tingut un fill i una filla (Lluc i Joana). Ha manifestat públicament ser de confessió catòlica. Ha sigut soci del Centre Excursionista de Sant Vicenç dels Horts, de l'Orfeó Vicentí i membre del Consell Directiu de la Institució Cultural de la Franja de Ponent.

## Obres
És autor dels següents llibres:
- Els catalans i Cuba, (La Mirada, 1998) ISBN 9788482563985
- La batalla de l'Ebre. Història, paisatge, patrimoni. Amb Joan Carles Luque Silvestre (Pòrtic, 1999) ISBN 9788473065740
- La presó Model de Barcelona, 2000.
- Manel Girona, el banc de Barcelona i el canal d'Urgell. Pagesos i burgesos en l'articulació del territori, (Pagès editors, 2003) ISBN 84-9779-063-4[40]
- Guerres dels catalans, De les conquestes de Jaume I a la batalla de l'ebre, (Editorial Mina, 2003.) ISBN 9788496499218
- Guerra, economia i política a la Catalunya de l'alta edat moderna, 2005.
- Economia i pensament econòmic a la Catalunya de l'alta edat moderna (1520-1630) (UAB, 2006) ISBN 978-84-490-2458-0
- Camí de Sicília. L'expansió Mediterrània de Catalunya. (Cossetània, 2008) ISBN 978-84-9791-353-9[41]
- Les proclames de sobirania de Catalunya (1640-1939), amb Adrià Cases i Albert Botran. (Farell editors, 2009) ISBN 978-8495695963
- Junqueras, Oriol; Molinero, Justo. Revoltats.  ara llibres, 2015. ISBN 9788416154227.
- Contes des de la presó, 2019.
- Parlant amb tu d'amor i llibertat (Ara Llibres, 2020)[42]